# Charles Crichton
Charles Crichton (Wallasey, Cheshire, 6 d'agost de 1910 − South Kensington, Londres, 14 de setembre de 1999) va ser un muntador,  productor, director de cinema i guionista britànic.

## Biografia
És conegut per les seves comèdies produïdes en els Estudis Ealing. Crichton va gaudir d'una llarga carrera, dirigint múltiples pel·lícules i programes de televisió durant un període de més de 40 anys. Crichton va obtenir dues nominacions als Oscar per A Fish Called Wanda: un Oscar al millor director i un al millor guió original.

## Filmografia[3]

### com a director
- 1944: For Those in Peril
- 1945: Painted Boats
- 1945: Dead of Night: esquetx La Partida de golf
- 1947: Hue and Cry
- 1948: Against the Wind
- 1948: Another Shore
- 1949: Train of Events
- 1950: Dance Hall
- 1951: The Lavender Hill Mob
- 1952: Hunted
- 1953: The Titfield Thunderbolt
- 1954: The Love Lottery
- 1954: The Divided Heart
- 1957: The Man in the Sky
- 1958: Law and Disorder
- 1959: Floods of Fear
- 1959: Conflictes sexuals (The Battle of the Sexes)
- 1960: The Boy Who Stole a Million
- 1962: Man of the World (sèrie TV)
- 1963: The Human Jungle (sèrie TV)
- 1964: The Third Secret amb Stephen Boyd, Jack Hawkins
- 1964: Danger Man (sèrie TV)
- 1965: He Who Rides a Tiger
- 1967: Man in a Suitcase (sèrie TV)
- 1968: Strange Report (sèrie TV)
- 1969: Light Entertainment Killers (TV)
- 1972: The Protectors (sèrie TV)
- 1972: The Adventures of Black Beauty (sèrie TV)
- 1976: Into Infinity (TV)
- 1976: Cosmic Princess (TV)
- 1976: Alien Attack (TV)
- 1977: The Unorganized Manager, Part One: Damnation (vídeo)
- 1977: The Unorganized Manager, Part Four: Revelations (vídeo)
- 1977: The Unorganized Manager, Part Three: Lamentations (vídeo)
- 1977: The Unorganized Manager, Part Two: Salvation (vídeo)
- 1977: The Professionals (sèrie TV)
- 1979: Dick Turpin (sèrie TV)
- 1981: Smuggler (sèrie TV)
- 1984: More Bloody Meetings (vídeo)
- 1988: Un peix anomenat Wanda (A Fish Called Wanda)

### com a muntador
- 1935: Sanders of the River
- 1936: Things to Come
- 1937: El noi dels elefants (Elephant Boy)
- 1938: Prison Without Bars
- 1940: Vint-i-un dies junts (21 Days)
- 1940: The Big Blockade
- 1940: El lladre de Bagdad (The Thief of Bagdad)
- 1941: Yellow Caesar
- 1941: Old Bill and Son
- 1943: Nine Men
- 1949: Whisky Galore!

### com a guionista
- 1959: Floods of Fear
- 1960: The Boy Who Stole a Million
- 1988: Un peix anomenat Wanda (A Fish Called Wanda)

### com a productor
- 1942: Greek Testament
- 1943: Nine Men

== Premis i nominacions
==

### Nominacions
- 1951: Lleó d'Or per The Lavender Hill Mob
- 1989: Oscar la millor director per Un peix anomenat Wanda
- 1989: Oscar la millor guió original per Un peix anomenat Wanda
- 1989: BAFTA a la millor pel·lícula per Un peix anomenat Wanda
- 1989: BAFTA la millor director per Un peix anomenat Wanda